# Money (álbum)
Money  es el sexto álbum de estudio del grupo alemán de metal industrial KMFDM, lanzado en 2 de febrero de 1992. En un principio iba a ser nombrado Apart, con cada uno de los dos miembros principales, Sascha Konietzko y En Esch, grabaron una media álbum y la combinación de su trabajo. El álbum terminó usando solamente la mitad de Konietzko, junto con canciones adicionales. Ha recibido críticas mixtas, pero dio lugar a una serie de éxitos del club. Se agotó a finales de 1990 y fue relanzado en 2006.

## Antecedentes
La banda Sascha Konietzko y En Esch tenían caer al final de su gira de 1990 con My Life with the Thrill Kill Kult. Cada uno recibió los fondos para grabar un lado de su lado (y presunto final, en el momento) álbum, Apart. Los dos trabajaban en el mismo estudio Hamburgo, MOB, con el ingeniero en blanco Fontana y guitarrista Günter Schulz, pero nunca interactuaron directamente entre sí. Estas sesiones sería la última vez que el grupo trabajó con Fontana de M.O.B.
Después de que las dos mitades se combinaron y se presionan sobre un álbum, la mitad de Esch fue rechazada por los ejecutivos de Wax Trax! Records, que no pensaban que sonaba como KMFDM. La compañía discográfica dieron Konietzko fondos adicionales para grabar más canciones.
La portada del álbum incluye un autorretrato del artista mucho tiempo Aidan Hughes.

### Apartsegún la lista
Apart habría incluido:
- "Thank You" - el plomo fuera de pista, incluida más adelante en Agogo .
- "Split" - versión lanzada como "Split-Aparte", que apareció en la revista Vogue sola.
- "Blood" - versión original que más tarde fue lanzado en CD de A Drug Against War.

## Lanzamiento
Money fue lanzado en febrero de 1992. Esto dio lugar a dos golpes del club, la canción principal y "Vogue", los cuales marcaron en el Billboard Dance/Club de reproducir canciones Tabla de unos meses más tarde. KMFDM recorrió dos veces en apoyo de la álbum: por primera vez en una mini-gira en junio. y otra vez en una gira completa en octubre y noviembre.

## Recepción
Money recibido críticas mixtas. Alex Henderson de Allmusic lo llamó "excelente" y afirmó que "una guitarra eléctrica ampollas, distorsiona la voz industriales, y un ritmo de baile sincopado de hecho podría estar unido en un todo emocionante cohesionada". Rick Roos de The Tech dijo que "el principal problema con el álbum es su falta de nuevo material".
Chuck Eddy de Spin era menos de cortesía. Dijo que KMFDM fue "concentrando en la atmósfera ahora, no canciones". Se llegó a decir que "hay algunos pequeños detalles aseado", pero que "los aviones no tripulados-y dinks apenas se unen en ganchos". Su pensamiento final fue que "la novedad bandas deben aprender a pegarse a la novedad".

## Lista de canciones
| N.º | Título                                     | Música                                   | Duración |  |
| 1.  | «Money»                                    | Sascha Konietzko, En Esch, Günter Schulz | 5:29     |  |
| 2.  | «Vogue»                                    | Konietzko, Esch, Schulz                  | 4:05     |  |
| 3.  | «Help Us/Save Us/Take Us Away»             | Konietzko, Schulz                        | 6:02     |  |
| 4.  | «Bargeld»                                  | Konietzko, Esch, Schulz                  | 7:14     |  |
| 5.  | «Spiritual House»                          | Konietzko, Schulz                        | 5:21     |  |
| 6.  | «Sex on the Flag (Jezebeelzebuttfunk Mix)» | Konietzko, Schulz                        | 4:25     |  |
| 7.  | «I Will Pray»                              | Konietzko, Esch, Schulz                  | 5:59     |  |
| 8.  | «We Must Awaken»                           | Konietzko, Schulz                        | 5:01     |  |
| 9.  | «Under Satan (Dub)» (CD only)              | Konietzko, Schulz                        | 4:11     |  |
| 10. | «Vogue (2000)» (CD only)                   | Konietzko, Esch, Schulz                  | 2:59     |  |
| 11. | «Money (Deutschmark Mix)» (CD only)        | Konietzko, Esch, Schulz                  | 3:40     |  |

## Personal
- Sascha Konietzko - voces, bajos, sintetizadores, programación
- Günter Schulz - guitarra